# Юнацький чемпіонат Європи з футболу (U-19) 2007
Чемпіонат Європи з футболу серед юнаків віком до 19 років 2007 року — пройшов у Австрії з 16 по 27 липня. Переможцем стала збірна Іспанія, яка у фіналі перемогла збірну Греції із рахунком 1:0.

## Міста та стадіони
| Місто           | Стадіон           | Клуб-господар    | Місткість |
| --------------- | ----------------- | ---------------- | --------- |
| Лінц            | «Лінцер»          | ЛАСК             | 18 000    |
| Штайр           | «Форвертс»        | Форвертс (Штайр) | 9 900     |
| Рід-ім-Іннкрайс | Кайне Зорґе Арена | Рід              | 7 680     |
| Пашинг          | «Вальдштадіон»    | Пашинг           | 7 152     |

## Кваліфікація
1. Юнацький чемпіонат Європи з футболу (U-19) 2007 (кваліфікаційний раунд)
2. Юнацький чемпіонат Європи з футболу (U-19) 2007 (елітний раунд)

## Учасники
- Австрія (господар)
- Франція
- Греція
- Німеччина
- Португалія
- Росія
- Іспанія
- Сербія

## Судді
- Олег Орєхов
- Кевін Блом
- Джюнейт Чакир
- Клаудіо Кірчетта
- Петер Расмуссен
- Павел Краловець

## Груповий етап

### Група А
| Збірна     | І | В | Н | П | ГЗ | ГП | О |
| ---------- | - | - | - | - | -- | -- | - |
| Іспанія    | 3 | 1 | 2 | 0 | 3  | 1  | 5 |
| Греція     | 3 | 1 | 2 | 0 | 2  | 1  | 5 |
| Португалія | 3 | 1 | 1 | 1 | 3  | 2  | 4 |
| Австрія    | 3 | 0 | 1 | 2 | 1  | 5  | 1 |

| 16 липня 2007 17:15 CET |

| Греція       | 1 – 0    | Португалія |
| ------------ | -------- | ---------- |
| Мітроглу 52' | Протокол |            |

| «Лінцер», Лінц Арбітр: Олег Орєхов |

| 16 липня 2007 20:00 CET |

| Австрія | 0 – 2    | Іспанія                   |
| ------- | -------- | ------------------------- |
|         | Протокол | Аспілікуета 52' Аарон 55' |

| «Лінцер», Лінц Арбітр: Кевін Блом |

| 18 липня 2007 18:00 CET |

| Іспанія          | 1 – 1    | Португалія  |
| ---------------- | -------- | ----------- |
| Аарон 54' (пен.) | Протокол | Каррісу 71' |

| «Форвертс», Штайр Арбітр: Джюнейт Чакир |

| 18 липня 2007 20:00 CET |

| Австрія                                | 1 – 1    | Греція                     |
| -------------------------------------- | -------- | -------------------------- |
| Байхлер 61' (пен.) Арнаутович 77', 86' | Протокол | Мітроглу 15' Іоаннідіс 90' |

| «Вальдштадіон», Пашинг Арбітр: Клаудіо Кірчетта |

| 21 липня 2007 18:00 CET |

| Іспанія | 0 – 0    | Греція |
| ------- | -------- | ------ |
|         | Протокол |        |

| «Лінцер», Лінц Арбітр: Петер Расмуссен |

| 21 липня 2007 18:00 CET |

| Португалія           | 2 – 0    | Австрія |
| -------------------- | -------- | ------- |
| Бура 51' Каррісу 70' | Протокол |         |

| Кайне Зорґе Арена, Рід-ім-Іннкрайс Арбітр: Павел Краловець |

### Група В
| Збірна    | І | В | Н | П | ГЗ | ГП | О |
| --------- | - | - | - | - | -- | -- | - |
| Німеччина | 3 | 2 | 1 | 0 | 7  | 5  | 7 |
| Франція   | 3 | 1 | 2 | 0 | 6  | 3  | 5 |
| Сербія    | 3 | 1 | 0 | 2 | 10 | 10 | 3 |
| Росія     | 3 | 0 | 1 | 2 | 4  | 9  | 1 |

| 16 липня 2007 18:00 CET |

| Франція                                                    | 5 – 2    | Сербія                             |
| ---------------------------------------------------------- | -------- | ---------------------------------- |
| Сако 22' Монне-Паке 37', 44', 76' Мартен 51', 90+2' (пен.) | Протокол | Сулеймані 23' (пен.) Марянович 35' |

| Кайне Зорґе Арена, Рід-ім-Іннкрайс Арбітр: Джюнейт Чакир |

| 16 липня 2007 18:00 CET |

| Німеччина                       | 3 – 2    | Росія            |
| ------------------------------- | -------- | ---------------- |
| Петерсен 11' Езіл 14' Крузе 66' | Протокол | Дзюба 58', 90+2' |

| «Форвертс», Штайр Арбітр: Петер Расмуссен |

| 18 липня 2007 17:15 CET |

| Росія                        | 2 – 6    | Сербія                                                        |
| ---------------------------- | -------- | ------------------------------------------------------------- |
| Дядюн 42' Карішик 60' (авт.) | Протокол | Марянович 11' Босанчич 24' Тадич 47', 57' Маринкович 80', 88' |

| «Вальдштадіон», Пашинг Арбітр: Павел Краловець |

| 18 липня 2007 20:00 CET |

| Німеччина | 1 – 1    | Франція                   |
| --------- | -------- | ------------------------- |
| Езіл 5'   | Протокол | Плессі 28', 68' Байсс 72' |

| Кайне Зорґе Арена, Рід-ім-Іннкрайс Арбітр: Олег Орєхов |

| 21 липня 2007 20:00 CET |

| Сербія                        | 2 – 3    | Німеччина                          |
| ----------------------------- | -------- | ---------------------------------- |
| Босанчич 2' Файк 90+2' (авт.) | Протокол | Бен-Хатіра 53' Крузе 84' Сам 90+3' |

| «Вальдштадіон», Пашинг Арбітр: Клаудіо Кірчетта |

| 21 липня 2007 20:00 CET |

| Росія | 0 – 0    | Франція |
| ----- | -------- | ------- |
|       | Протокол |         |

| «Форвертс», Штайр Арбітр: Кевін Блом |

## Півфінали
| 24 липня 2007 17:30 CET |

| Німеччина                  | 2 – 3    | Греція                                                  |
| -------------------------- | -------- | ------------------------------------------------------- |
| Бен-Хатіра 25', 65' (пен.) | Протокол | Нініс 40' Мітроглу 58' Пляцікас 9', 61' Лампропулос 90' |

| «Форвертс», Штайр Арбітр: Кевін Блом |

| 24 липня 2007 20:30 CET |

| Іспанія               | 0 – 0 (дод. час) | Франція |
| --------------------- | ---------------- | ------- |
| Монторо 90+4', 120+2' | Протокол         |         |

| «Вальдштадіон», Пашинг Арбітр: Павел Краловець |

|                                       |       | Пенальті                           |  |
| Аарон · Мартінес · Кантеро · Сан Хосе | 4 – 2 | Плессі · Нгоїі · Монне-Паке · Отон |  |

## Фінал
| 27 липня 2007 20:30 CET |

| Греція | 0 – 1    | Іспанія    |
| ------ | -------- | ---------- |
|        | Протокол | Парехо 38' |

| «Лінцер», Лінц Арбітр: Клаудіо Кірчетта |

| Чемпіон Європи 2007 |
| ------------------- |
| Іспанія 7-й титул   |